# Карфагенская война (382—374 до н. э.)
Третья Карфагенская война Дионисия Старшего 382—374 до н. э. — вооружённый конфликт между греками и карфагенянами из-за господства на Сицилии. События этой войны очень кратко описаны в XV книге «Исторической библиотеки» Диодора Сицилийского.

## Подготовка к войне
После победы во Второй Карфагенской войне Дионисий Старший сосредоточился на экспансии на юг Великой Греции, стремясь к созданию единой эллинской державы на Западе, способной, в частности, решить вопрос о владении Сицилией в пользу греков. С завоеванием Регия в 386 году до н. э. подошла к концу серия кампаний, в ходе которых держава Дионисия распространила свою власть по обе стороны Мессинского пролива, после чего сиракузский тиран, вступивший в союз со вторгшимися в Италию галлами, начал выводить колонии на побережья Адриатического и Тирренского морей, что привело его к конфликту с этрусками. В 384 году до н. э. в ходе Тирренской экспедиции сиракузские войска высадились в Пиргах, гавани этрусского города Агеллы (Цере) и захватили там 1500 талантов, что Диодор Сицилийский прямо связывает с подготовкой новой Карфагенской войны, так как взятая добыча позволила Дионисию навербовать большое число наёмников для вторжения в земли финикийцев.
По-видимому, во второй половине 383 года до н. э. Дионисию удалось склонить к отпадению от Карфагена часть сицилийских городов, вероятно, некоторых поселений сиканов и элимов. Карфагенские послы потребовали вернуть захваченное, а получив отказ, начали с Дионисием войну. Им удалось заключить союз с Италиотской лигой, причем перед лицом общего врага «расовая точка зрения» потеряла всякое значение.

## Военные действия
Вероятно, зимой 383/382 до н. э. карфагеняне закончили военные приготовления, набрав в армию боеспособных граждан и выделив крупные средства для привлечения наёмников. Предположительно, ранней весной 382 до н. э. несколько десятков тысяч бойцов были направлены на Сицилию и в Южную Италию. Карфагенским командующим был назначен суфет Магон, вероятно, тот же самый, который командовал в конце предыдущей войны. На Сицилии карфагеняне высадились в районе Панорма, место высадки в Италии неизвестно. Дионисию пришлось разделить силы для борьбы на сицилийском и италийском направлениях.
Плохое состояние источников не позволяет восстановить ход военных действий и даже примерная дата окончания войны устанавливается по косвенным данным, так как у Диодора датировано только начало. По словам этого историка, какое-то время происходили мелкие стычки на обоих направлениях, не принесшие значительных успехов ни одной из сторон. В 379/378 до н. э. карфагеняне предприняли поход в Южную Италию, где восстановили разрушенные Дионисием Гиппонии, поселив там изгнанников италиотов, но сиракузский тиран перешел в наступление на главные центры Италийской лиги и, вероятно, уже в том же году добился крупного успеха, овладев Кротоном, а позднее, по-видимому, вернул и Гиппонии. Мир в Южной Италии был восстановлен при посредничестве влиятельных в тех краях пифагорейцев, расположения которых Дионисий добился своими широкими жестами, а ключевую роль в урегулировании, очевидно, сыграл дружественный тирану Архит Тарентский.
Италийский театр военных действий, по-видимому, был второстепенным, так как из греческих городов на юге Локры Эпизефирские были союзником Дионисия, Регий, Гиппоний и Кавлония лежали в руинах, а более северные колонии (Фурии, Гераклея, Метапонт и Тарент) в войне не участвовали. Луканы были союзниками Сиракуз. Таким образом карфагенские операции в Италии, скорее всего, были не очень крупными, а усилия сиракузян ограничивались обороной крепостей и отражением набегов, что в любом случае заставляло Дионисия расходовать людские ресурсы и деньги и оставаться в обороне также и на Сицилии, пока не набралось достаточных сил для генерального сражения.
Ближе к концу войны состоялось крупное сражение при Кабалах, в котором Дионисий одержал победу, убив более десяти тысяч и взяв в плен не менее пяти тысяч человек. Магон погиб в бою, а остатки карфагенской армии отступили на неприступный, но лишенный воды холм, возможно, в заброшенную крепость. Поражение вынудило финикийцев пойти на переговоры, но Дионисий потребовал от них очистить Сицилию и компенсировать ему военные расходы. Карфагенские послы ответили, что сами не могут принять такие суровые условия, и просили об отсрочке, чтобы связаться со своим правительством. Дионисий согласился, но противник воспользовался перемирием для приведения своих частей в порядок. Устроив пышное погребение Магону, карфагеняне назначили его преемником сына Гимилькона, молодого, но уже известного своей храбростью военачальника. Условия сиракузского тирана были отвергнуты и боевые действия возобновились, после чего карфагеняне взяли реванш в жестоком сражении при Кронии, предположительно, где-то под Панормом. Армия Дионисия поначалу держалась стойко, но после гибели его брата Лептина, сражавшегося на одном из флангов, греки были опрокинуты, а затем противник обратил в бегство и другой фланг. Вскоре всё войско тирана обратилось в бегство, а карфагеняне, получившие приказ не брать пленных, убили уже захваченных и расправились со многими в ходе преследования. Сицилийцы потеряли убитыми более 14 000 человек, уцелевшие ночью укрылись в лагере, а победители вернулись в Панорм.
Ранее также считалось, что к этой войне относится рассказ Юстина об италийских кампаниях Дионисия, но его повествование представляет собой смешение сведений о войнах первой половины 380-х годов до н. э., Третьей и Четвертой Карфагенских войн, и не добавляет к информации Диодора ничего нового. Также связывавшееся с Третьей Карфагенской войной краткое упоминание у Клавдия Элиана об эскадре из трехсот трирем, посланной Дионисием на завоевание Фурий, но уничтоженной штормом, вообще затруднительно соотнести с какой-либо войной, поскольку таким количеством боевых кораблей правитель Сиракуз до 368 года до н. э. никогда не располагал, да и для более позднего времени подобная катастрофа маловероятна, ибо означала бы потерю около 70 000 человек, о чем должны были бы сохраниться сведения и в других источниках.

## Мирный договор
Одержав победу, карфагеняне предложили Дионисию довольно умеренные условия мира, и тот их принял. Тиран потерял область Селинунта, половину земель Акраганта к западу от реки Галик, который надолго стал границей между греками и финикийцами, и выплатил тысячу талантов.
Таким образом карфагенская эпикратия снова стала простираться до Галика с Гераклеей Минойской в его устье, а севернее Эгеста, Энтелла, Солунт и, вероятно, Фермы оставались ее частью.
Примерная дата окончания войны определяется на основании двух сообщений Диодора: под 374/373 до н. э. он пишет, что спартанцы, намеревавшиеся захватить Керкиру, с целью дезинформации жителей заявляли, что собираются плыть на Сицилию, куда они могли направляться только на помощь Дионисию, а уже весной 372 года до н. э. сиракузский тиран смог послать на помощь спартанцам эскадру из девяти кораблей, следовательно, война с карфагенянами закончилась не ранее 374 и не позднее осени 373 года до н. э.

## Комментарии
1. ↑  Неизвестное место (Фролов, с. 382); из слов Диодора «возле так называемых Кабал» можно сделать вывод, что речь идет о местности, а не городе (Hoyos, p. 84)
2. ↑  Предположительно, ошибка Диодора, неверно передавшего сведения своего источника: маловероятно, что Акрагант, находившийся в упадке после 406 года до н. э., мог иметь владения к западу от этой реки (Hoyos, p. 87)